# Cees Schapendonk
Cees Schapendonk (* 24. prosince 1955, 's-Hertogenbosch) je bývalý nizozemský fotbalista, útočník.

## Fotbalová kariéra
V nizozemské lize začínal v FC Eindhoven a MVV Maastricht. Od roku 1982 hrál belgickou ligu za KAA Gent, se kterým v roce 1984 vyhrál belgický fotbalový pohár. V belgické lize nastoupil ve 118 utkáních a dal 23 gólů. Po návratu do Nizozemí hrál za Excelsior Rotterdam a RKC Waalwijk. Celkem v nizozemské lize nastoupil ve 206 utkáních a dal 89 gólů. Kariéru končil ve druhé nizozemské lize v týmu NAC Breda. V Poháru vítězů pohárů nastoupil ve 2 utkáních a v Poháru UEFA nastoupil ve 2 utkáních a dal 1 gól. Za nizozemskou reprezentaci nastoupil v roce 1981 v utkání proti Kypru a dal 1 gól.

## Ligová bilance
| Ročník                     | Zápasy | Góly | Klub                |
| -------------------------- | ------ | ---- | ------------------- |
| Eredivisie 1975/76         | 9      | 2    | FC Eindhoven        |
| Eredivisie 1976/77         | 27     | 2    | FC Eindhoven        |
| Eerste Divisie 1977/78     | 36     | 22   | FC Eindhoven        |
| Eerste Divisie 1978/79     | 34     | 24   | FC Eindhoven        |
| Eredivisie 1979/80         | 34     | 17   | MVV Maastricht      |
| Eredivisie 1980/81         | 24     | 19   | MVV Maastricht      |
| Eredivisie 1981/82         | 33     | 16   | MVV Maastricht      |
| Jupiler Pro League 1982/83 | 32     | 7    | KAA Gent            |
| Jupiler Pro League 1983/84 | 22     | 3    | KAA Gent            |
| Jupiler Pro League 1984/85 | 33     | 7    | KAA Gent            |
| Jupiler Pro League 1985/86 | 31     | 6    | KAA Gent            |
| Eredivisie 1986/87         | 32     | 17   | Excelsior Rotterdam |
| Eerste Divisie 1987/88     | 25     | 22   | RKC Waalwijk        |
| Eredivisie 1988/89         | 33     | 13   | RKC Waalwijk        |
| Eredivisie 1989/90         | 13     | 3    | RKC Waalwijk        |
| Eerste Divisie 1989/90     | 10     | 2    | NAC Breda           |
| Eerste Divisie 1990/91     | 23     | 5    | NAC Breda           |
| Eerste Divisie 1991/92     | 23     | 2    | NAC Breda           |
| Eerste Divisie 1992/93     | 16     | 0    | NAC Breda           |
| CELKEM 1. nizozemská liga  | 206    | 89   |                     |
| CELKEM 1. belgická liga    | 118    | 23   |                     |